# Martynia
Martynia L., 1953 è un genere di piante appartenente alla famiglia Martyniaceae.

## Tassonomia
Il genere comprende 2 specie:
- Martynia annua L.
- Martynia palmeri S.Watson